# Список главных тренеров ФК «Манчестер Юнайтед»

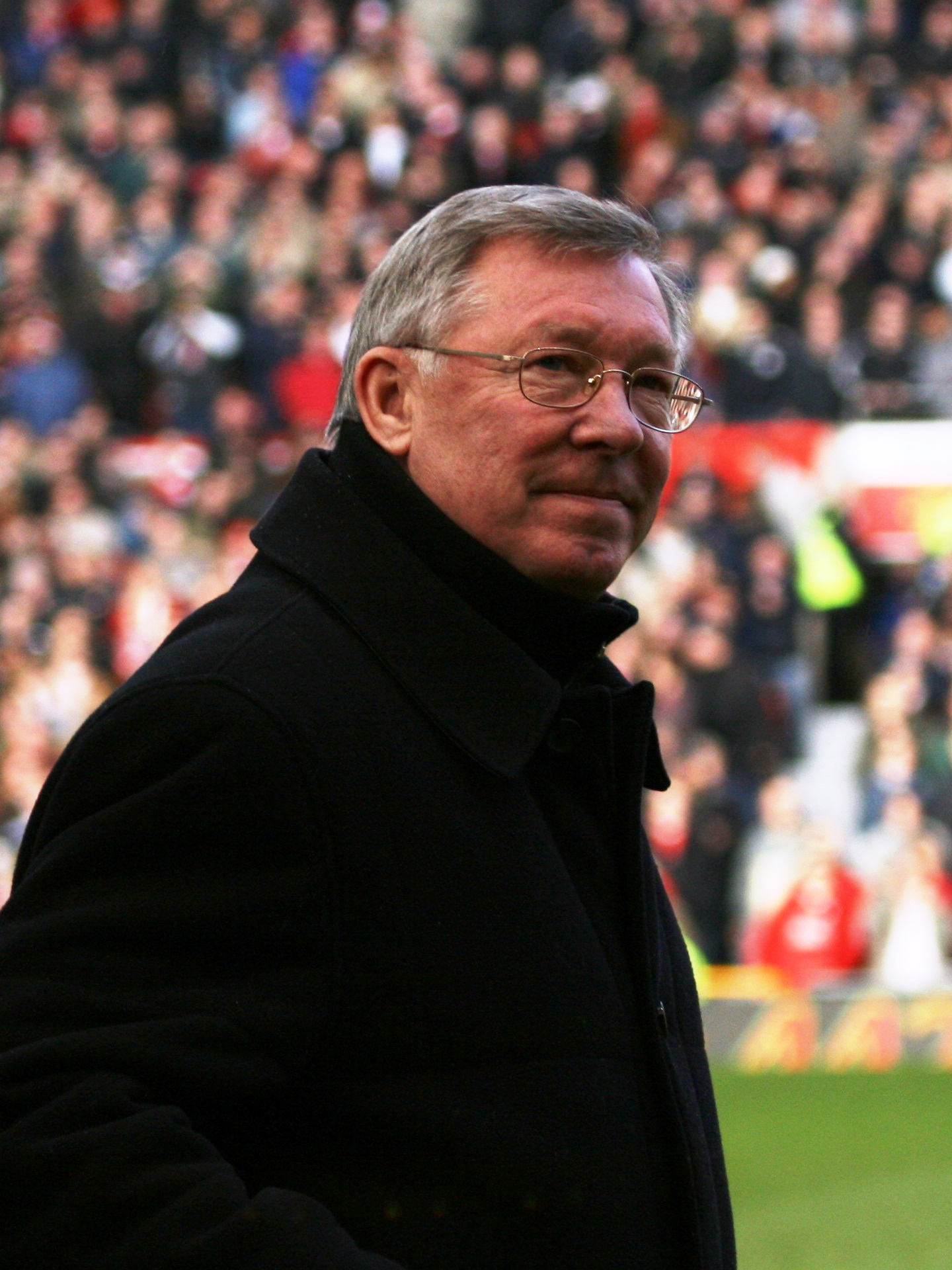
Алекс Фергюсон, самый успешный главный тренер в истории «Манчестер Юнайтед»

Ниже представлен список главных тренеров футбольного клуба «Манчестер Юнайтед» и их главных достижений с 1892 года и по настоящее время.
За всю историю у клуба было более 20 главных тренеров (не считая временно исполняющих обязанности главного тренера).
Самым успешным в плане выигранных трофеев тренером в истории клуба является сэр Алекс Фергюсон, который выиграл 13 титулов Премьер-лиги, пять Кубков Англии, четыре Кубка Футбольной лиги, десять Суперкубков Англии, две Лиги чемпионов УЕФА, а также Суперкубок УЕФА, Кубок обладателей кубков, Межконтинентальный кубок и Клубный чемпионат мира.

## История
С 1878 по 1914 годы команда управлялась коллегиально специальным комитетом, секретарь которого обладал примерно теми же полномочиями и ролью, как главный тренер в настоящее время. За этот период в клубе сменилось четверо секретарей: Эй Эйч Элбат, Джеймс Уэст, Эрнест Мангнэлл и Джон Бентли.
Эрнест Мангнэлл стал первым тренером, с которым клуб выиграл трофеи. В сезоне 1907/08 под его руководством «Юнайтед» выиграл свой первый чемпионский титул. В следующем сезоне клуб выиграл свой первый Кубок Англии, а в сезоне 1910/11 — ещё один чемпионский титул. Несмотря на успехи, достигнутые с командой, Мангнэлл покинул «Юнайтед» в 1912 году, перейдя в «Манчестер Сити». Пост секретаря клуба занял Джон Бентли, а два года спустя его сменил Джек Робсон, который стал первым в истории клуба тренером, а не просто секретарём. Он тренировал команду семь лет, до декабря 1921 года, когда он серьёзно заболел, а через месяц скончался от пневмонии.
Следующим тренером клуба стал Джон Чепмен. В первый же сезон под руководством Чепмена «Юнайтед» вылетел во Второй дивизион, впервые с 1906 года. Команда провела три года во Втором дивизионе, после чего вернулась в Первый дивизион. Приведя клуб на 9-е место в чемпионате и доведя его до полуфинала Кубка Англии в сезоне 1925/26, Чепмен 8 октября 1926 года получил телеграмму от Футбольной ассоциации, в которой сообщалось о его дисквалификации до конца сезона без объяснения причины. До конца сезона клуб тренировал Лал Хилдич, которого уже на постоянной основе заменил Герберт Бэмлетт.
Бэмлетт находился на посту тренера клуба четыре года, но не смог добиться с «Юнайтед» никакого успеха: наивысшей позицией команды в годы его руководства было 12-е место в чемпионате. В 1931 году «Юнайтед» вновь вылетел во Второй дивизион. Бэмлетта уволили, а на его место был назначен клубный секретарь Уолтер Крикмер. Крикмер руководил командой всего один сезон, в течение которого клуб не смог вернуться в Первый дивизион. В июне 1932 года главным тренером клуба был назначен Скотт Дункан, но во втором сезоне под его руководством «Юнайтед» достиг самой низкой за свою историю позиции, заняв 20-е место во Втором дивизионе. Тем не менее, Дункана не уволили, и в 1936 году он добился возвращения клуба в Первый дивизион. В следующем сезоне клуб вновь вылетел из Первого дивизиона, и Уолтер Крикмер во второй раз взял на себя полномочия главного тренера команды и оставался на этом посту до окончания Второй мировой войны.
Ещё до окончания войны клуб провёл переговоры с Мэттом Басби, который незадолго до этого отверг предложение «Ливерпуля» остаться в тренерском штабе клуба, так как хотел иметь больше полномочий по управлению игровой подготовкой команды, а не просто выбирать состав на матч. «Юнайтед» предоставил Басби все требуемые полномочия и назначил его главным тренером. В своих первых пяти сезонах Мэтт Басби привёл клуб к четырём серебряным медалям Первого дивизиона, пока, наконец, не выиграл чемпионат в сезоне 1951/52. Вскоре после этого он начал осуществлять массовую замену футболистов-ветеранов на совсем юных игроков, которые вошли в историю как «малыши Басби». Обновлённый «Юнайтед» выиграл два чемпионских титула в сезонах 1955/56 и 1956/57, а также принял участие в двух финалах Кубка Англии. Карьеры многих футболистов оборвались в мюнхенской авиакатастрофе 1958 года, в которой сам Мэтт Басби получил тяжёлые травмы.
Пока Басби восстанавливался от полученных травм в больнице, тренерские обязанности перешли к его ассистенту, Джимми Мерфи. После своего выздоровления Басби начал новую перестройку команды, и через пять лет, в 1963 году, «Юнайтед» выиграл Кубок Англии, впервые после 15-летнего перерыва. За победой в Кубке последовало два чемпионских титула Первого дивизиона, а также самый престижный приз клубного европейского футбола — Кубок европейских чемпионов. После успеха в Европе Басби руководил клубом ещё один сезон, а затем передал полномочия главного тренера «Юнайтед» клубному тренеру Уилфу Макгиннессу. Макгиннессу не удалось справиться со своей новой должностью, и в итоге Басби уговорили вернуться к руководству командой на вторую половину сезона 1970/71. Однако уже летом Басби окончательно завершил тренерскую карьеру, и главным тренером команды стал Фрэнк О’Фаррелл. О’Фаррелл недолго пробыл на своём посту — в частности, из-за своей неспособности контролировать экстравагантные выходки Джорджа Беста. Совет директоров клуба решил преждевременно расторгнуть контракт с О’Фарреллом, хотя по нему оставалось ещё три года.
Новым главным тренером команды стал недавно назначенный на пост тренера сборной Шотландии Томми Дохерти. Уже через месяц Дохерти отказался от работы в сборной Шотландии, а его первой задачей в «Юнайтед» стало сохранение клуба в высшем дивизионе. Дохерти удалось добиться этого результата в течение первого года, но уже по итогам сезона 1973/74 клуб вылетел во Второй дивизион. В следующем сезоне «Юнайтед» вернулся в Первый дивизион, и сразу по возвращении занял в нём третье место, а также вышел в финал Кубка Англии 1976 года. В следующем сезоне клубу удалось выиграть финал Кубка Англии у «Ливерпуля». Вскоре выяснилось, что у Дохерти роман с женой клубного физиотерапевта, после чего его сразу же уволили, заменив на главного тренера «Куинз Парк Рейнджерс» Дейва Секстона.
Секстон был главным тренером «Юнайтед» на протяжении пяти сезонов, но не смог выиграть с клубом ни одного трофея. В 1981 году главным тренером команды был назначен Рон Аткинсон. Аткинсону удалось добиться с командой удачных выступлений в кубковых турнирах: за пять лет под его руководством «Юнайтед» выиграл два Кубка Англии. При нём команда достаточно успешно выступала в чемпионате, но после неудачного начала сезона 1986/87 Аткинсон был уволен. На место главного тренера команды был назначен Алекс Фергюсон, который прославился тем, что трижды выиграл Первый дивизион чемпионата Шотландии с «Абердином», прервав казавшееся незыблемым доминирование в Шотландии «Селтика» и «Рейнджерс».
С момента своего назначения Фергюсон отметился несколькими крайне выгодными для команды приобретениями, включая подписание контракта с Петером Шмейхелем и Эриком Кантона, каждый из которых обошёлся клубу менее чем в £1,5 млн. В сезоне 1992/93 Фергюсон вернул чемпионский титул на «Олд Траффорд», по прошествии 26 лет после последней победы «Юнайтед» в чемпионате. В течение последующего десятилетия Фергюсон выигрывал Премьер-лигу ещё шесть раз, включая рекордный «хет-трик» чемпионских титулов с 1999 по 2001 годы, который не удавался ещё ни одному тренеру с одной командой. В 1999 году Фергюсон привёл клуб к знаменитому «треблу»: победе в Премьер-лиге, Кубке Англии и Лиге чемпионов УЕФА. С тех пор он выиграл ещё три чемпионских титула Премьер-лиги, несмотря на ряд заявлений о своей скорой отставке. В сезоне 2007/08 Фергюсон в десятый раз выиграл Премьер-лигу, и во второй раз — Лигу чемпионов УЕФА. В следующем сезоне Фергюсон выиграл 11-й титул Премьер-лиги, а также Кубок Футбольной лиги. В сезоне 2009/10 «Юнайтед» в четвёртый раз выиграл Кубок Футбольной лиги под руководством Фергюсона. В мае 2011 года Фергюсон выиграл 12-й титул Премьер-лиги, сделав «Манчестер Юнайтед» самым титулованным клубом Англии (19 чемпионских титулов). В сезоне 2012/13 Фергюсон выиграл свой 13-й титул Премьер-лиги, а «Манчестер Юнайтед» стал 20-кратным чемпионом Англии. По окончании сезона Фергюсон объявил о завершении тренерской карьеры. Его заменил другой шотландец Дэвид Мойес. Мойес не проработал в команде целого сезона и был уволен 22 апреля 2014 года, когда «Юнайтед» потерял шансы на квалификацию в Лигу чемпионов следующего сезона. Временным исполняющим обязанности главного тренера клуба до окончания сезона был назначен Райан Гиггз.
Летом 2014 года главным тренером «Юнайтед» был назначен нидерландский специалист Луи ван Гал. По итогам сезона 2014/15 команда под руководством ван Гала заняла 4-е место в Премьер-лиге, что позволило ей вернуться в Лигу чемпионов в следующем сезоне. В сезоне 2015/16 «Юнайтед» занял в чемпионате лишь 5-е место и не смог выйти из группы в Лиге чемпионов, но при этом команда выиграла 12-й Кубок Англии в своей истории. Несмотря на победу в Кубке, 23 мая 2016 года Луи ван Гал был уволен с поста главного тренера клуба.
27 мая 2016 года главным тренером «Юнайтед» был назначен Жозе Моуринью, подписавший с клубом трёхлетний контракт. В свой первый сезон в «Юнайтед» Моуринью помог команде выиграть Суперкубок Англии, Кубок Футбольной лиги и Лигу Европы. В сезоне 2017/18 команда заняла в Премьер-лиге второе место и дошла до финала Кубка Англии, в котором уступила «Челси». Сезон 2018/19 команда начала неудачно: старт сезона был худшим в истории «Манчестер Юнайтед» в Премьер-лиге. После поражения от «Ливерпуля» 15 декабря 2018 года Моуринью был уволен. Исполняющим обязанности главного тренера до окончания сезона был назначен норвежский специалист Уле Гуннар Сульшер. Сульшер в первых своих восьми матчах одержал восемь побед, став первым главным тренером в истории клуба, которому удалось подобное достижение. 28 марта 2019 года «Манчестер Юнайтед» назначил Сульшера главным тренером на постоянной основе, заключив с норвежцем трёхлетний контракт. После этого «Юнайтед» одержал только две победы в оставшихся десяти матчах. По итогам сезона 2018/19 команда заняла 6-е место в Премьер-лиге, что не позволило ей попасть в Лигу чемпионов следующего сезона. В сезоне 2019/20 «Юнайтед» занял в Премьер-лиге 3-е место, вернувшись в Лигу чемпионов. В следующем сезоне команда заняла второе место в Премьер-лиге. 21 ноября 2021 года Сульшер был уволен после плохих результатов в Премьер-лиге, временно исполняющим обязанности главного тренера был назначен Майкл Каррик, под руководством которого команда провела три матча. 29 ноября 2021 года было объявлено о назначении немецкого специалиста Ральфа Рангника временным главным тренером «Манчестер Юнайтед» до окончания сезона. В сезоне 2022/23 «Юнайтед» возглавил нидерландский тренер Эрик тен Хаг. 26 февраля 2023 года тен Хаг выиграл свой первый трофей в «Юнайтед» — Кубок Английской футбольной лиги — обыграв в финале «Ньюкасл Юнайтед» со счётом 2:0. 25 мая 2024 года тен Хаг выиграл Кубок Англии, обыграв финале «Манчестер Сити» со счётом 2:1.

## Статистика
Информация приведена по состоянию на 25 мая 2025 года. В статистику включены только официальные матчи.
- н/д — нет данных

| Фото | Имя                           | Гражданство | Начало работы   | Окончание работы | И    | В   | Н   | П   | МЗ   | МП   | РМ    | % побед | Трофеи | Прим.  |
| ---- | ----------------------------- | ----------- | --------------- | ---------------- | ---- | --- | --- | --- | ---- | ---- | ----- | ------- | --- | ------ |
|      | Альфред Элбат (секретарь)     | Англия      | 1892            | 26 мая 1900      | 285  | 127 | 48  | 110 | 545  | 462  | +83   | 044,56  | | [ 35 ] |
|      | Джеймс Уэст (секретарь)       | Англия      | 27 мая 1900     | 27 сентября 1903 | 118  | 48  | 21  | 49  | 169  | 153  | +16   | 040,68  | | [ 36 ] |
|      | Эрнест Мангнэлл (секретарь)   | Англия      | 10 октября 1903 | 9 сентября 1912  | 370  | 200 | 76  | 94  | 690  | 471  | +219  | 054,05  | 2 победы в Первом дивизионе 1 Кубок Англии 2 Суперкубка Англии | [ 37 ] |
|      | Ти Джей Уоллуорт (секретарь)  | 0           | 9 сентября 1912 | 20 октября 1912  | 7    | 3   | 2   | 2   | 13   | 10   | +3    | 042,86  | | [ 38 ] |
|      | Джон Бентли (секретарь)       | Англия      | 28 октября 1912 | 28 декабря 1914  | 91   | 36  | 19  | 36  | 135  | 131  | +4    | 039,56  | | [ 39 ] |
|      | Джек Робсон                   | Англия      | 28 декабря 1914 | 31 октября 1921  | 121  | 38  | 36  | 47  | 162  | 175  | −13   | 031,40  | | [ 40 ] |
|      | Джон Чепмен                   | Англия      | 31 октября 1921 | 8 октября 1926   | 220  | 86  | 58  | 76  | 287  | 270  | +17   | 039,09  | | [ 41 ] |
|      | Лал Хилдич                    | Англия      | 8 октября 1926  | 13 апреля 1927   | 31   | 9   | 8   | 14  | 32   | 47   | −15   | 029,03  | | [ 42 ] |
|      | Герберт Бэмлетт               | Англия      | 13 апреля 1927  | 9 ноября 1931    | 200  | 61  | 48  | 91  | 306  | 408  | −102  | 030,50  | | [ 43 ] |
|      | Уолтер Крикмер                | Англия      | 9 ноября 1931   | 13 июля 1932     | 43   | 17  | 8   | 18  | 72   | 76   | −4    | 039,53  | | [ 44 ] |
|      | Скотт Дункан                  | Шотландия   | 13 июля 1932    | 7 ноября 1937    | 235  | 92  | 53  | 90  | 371  | 362  | +9    | 039,15  | | [ 45 ] |
|      | Уолтер Крикмер                | Англия      | 9 ноября 1937   | 15 февраля 1945  | 76   | 30  | 24  | 22  | 131  | 112  | +19   | 039,47  | | [ 44 ] |
|      | Мэтт Басби                    | Шотландия   | 1 октября 1945  | 4 июня 1969      | 1120 | 565 | 263 | 292 | 2286 | 1536 | +750  | 050,45  | 5 побед в Первом дивизионе 2 Кубка Англии 5 Суперкубков Англии 1 Кубок европейских чемпионов | [ 46 ] |
|      | Джимми Мерфи (и. о.)          | Уэльс       | февраль 1958    | июнь 1958        | 22   | 5   | 7   | 10  | 27   | 42   | −15   | 022,73  | | [ 47 ] |
|      | Уилф Макгиннесс               | Англия      | 4 июня 1969     | 29 декабря 1970  | 87   | 32  | 32  | 23  | 127  | 111  | +16   | 036,78  | | [ 48 ] |
|      | Мэтт Басби                    | Шотландия   | 29 декабря 1970 | 8 июня 1971      | 21   | 11  | 3   | 7   | 38   | 30   | +8    | 052,38  | | [ 46 ] |
|      | Фрэнк О’Фаррелл               | Ирландия    | 8 июня 1971     | 19 декабря 1972  | 81   | 30  | 24  | 27  | 115  | 111  | +4    | 037,04  | | [ 49 ] |
|      | Томми Дохерти                 | Шотландия   | 22 декабря 1972 | 4 июля 1977      | 228  | 107 | 56  | 65  | 333  | 252  | +81   | 046,93  | 1 Кубок Англии | [ 50 ] |
|      | Дейв Секстон                  | Англия      | 14 июля 1977    | 29 апреля 1981   | 201  | 81  | 64  | 56  | 290  | 240  | +50   | 040,30  | 1 Суперкубок Англии | [ 51 ] |
|      | Рон Аткинсон                  | Англия      | 9 июня 1981     | 6 ноября 1986    | 292  | 146 | 79  | 67  | 461  | 266  | +195  | 050,00  | 2 Кубка Англии 1 Суперкубок Англии | [ 52 ] |
|      | Алекс Фергюсон                | Шотландия   | 6 ноября 1986   | 19 мая 2013      | 1500 | 895 | 338 | 267 | 2769 | 1365 | +1404 | 059,67  | 13 побед в Премьер-лиге 5 Кубков Англии 4 Кубка Футбольной лиги 10 Суперкубков Англии 2 Лиги чемпионов УЕФА 1 Кубок обладателей кубков 1 Суперкубок УЕФА 1 Межконтинентальный кубок 1 Клубный чемпионат мира | [ 53 ] |
|      | Дэвид Мойес                   | Шотландия   | 1 июля 2013     | 22 апреля 2014   | 51   | 27  | 9   | 15  | 86   | 54   | +32   | 052,94  | 1 Суперкубок Англии | [ 54 ] |
|      | Райан Гиггз (и. о.)           | Уэльс       | 22 апреля 2014  | 14 июля 2014     | 4    | 2   | 1   | 1   | 8    | 3    | +5    | 050,00  | | [ 55 ] |
|      | Луи ван Гал                   | Нидерланды  | 16 июля 2014    | 23 мая 2016      | 103  | 54  | 25  | 24  | 158  | 98   | +60   | 052,43  | 1 Кубок Англии | [ 56 ] |
|      | Жозе Моуринью                 | Португалия  | 27 мая 2016     | 18 декабря 2018  | 144  | 84  | 32  | 28  | 244  | 121  | +123  | 058,33  | 1 Кубок Футбольной лиги 1 Лига Европы УЕФА 1 Суперкубок Англии | [ 57 ] |
|      | Уле Гуннар Сульшер            | Норвегия    | 19 декабря 2018 | 21 ноября 2021   | 168  | 91  | 37  | 40  | 323  | 165  | +158  | 054,17  | | [ 58 ] |
|      | Майкл Каррик (и. о.)          | Англия      | 21 ноября 2021  | 2 декабря 2021   | 3    | 2   | 1   | 0   | 6    | 3    | +3    | 066,67  | | [ 59 ] |
|      | Ральф Рангник (временный)     | Германия    | 3 декабря 2021  | 22 мая 2022      | 29   | 11  | 10  | 8   | 37   | 37   | +0    | 037,93  | | [ 60 ] |
|      | Эрик тен Хаг                  | Нидерланды  | 23 мая 2022     | 28 октября 2024  | 128  | 70  | 23  | 35  | 217  | 165  | +52   | 054,69  | 1 Кубок Английской футбольной лиги 1 Кубок Англии | [ 61 ] |
|      | Руд ван Нистелрой (временный) | Нидерланды  | 28 октября 2024 | 11 ноября 2024   | 4    | 3   | 1   | 0   | 11   | 3    | +8    | 075,00  | | [ 62 ] |
|      | Рубен Аморим                  | Португалия  | 11 ноября 2024  |                  | 42   | 16  | 10  | 16  | 67   | 63   | +4    | 038,10  | | [ 63 ] |

## Комментарии
1. ↑  Процент побед округляется до сотых (два знака после запятой)
2. 1 2 3 4  Секретарь комитета, который выбирал состав команды на матч.
3. ↑  Уоллуорт был только секретарём клуба, поэтому не включается в список официальных тренеров клуба.
4. ↑  Мерфи был назначен исполняющим обязанности главного тренера клуба после мюнхенской авиакатастрофы и руководил командой, пока Мэтт Басби находился в больнице и восстанавливался от травм.
5. ↑  Гиггз был назначен исполняющим обязанности главного тренера клуба после увольнения Дэвида Мойеса 22 апреля 2014 года до назначения нового главного тренера.
6. ↑  Сульшер был исполняющим обязанности главного тренера с 19 декабря 2018 года по 28 марта 2019 года. 28 марта 2019 года был назначен главным тренером на постоянной основе.
7. ↑  Каррик был назначен исполняющим обязанности главного тренера клуба после увольнения Уле Гуннара Сульшера 21 ноября 2021 года до назначения нового главного тренера.
8. ↑  Рангник был назначен главным тренером клуба на временной основе до окончания сезона 2021/22.
9. ↑  Руд ван Нистелрой был назначен временным главным тренером клуба после увольнения Эрика тен Хага 28 октября 2024 года до назначения нового главного тренера Рубена Аморима.